# Комиссаров, Сергей Анатольевич
Сергей Анатольевич Комиссаров (род. 3 декабря 1987, Долгопрудный, Московская область) — российский яхтсмен, бронзовый призёр чемпионата Европы 2012 года в соревнованиях в классе Лазер, неоднократный чемпион России, Мастер спорта международного класса. Участник Летних Олимпийских игр 2016 и 2020 годов.

## Спортивная биография
До 16 лет Сергей занимался разными видами спорта: футбол, гандбол, кикбоксинг и самбо. В 16 лет он впервые пришёл в секцию парусного спорта в яхт-клуб «Авангард», к тренеру Ванину Сергею Николаевичу, с которым работал более десяти лет.
В 2007 году молодой яхтсмен стал бронзовым призёром юниорского чемпионата мира в классе «Финн», который проходил на акватории Клязьминского водохранилища. На летней Универсиаде 2011 года в китайском Шэньчжэне Комиссаров стал бронзовым призёром в классе «Лазер»
В июне 2012 года российский яхтсмен стал 4-м на открытом чемпионате Европы, но поскольку впереди Комиссарова финишировал спортсмен из Гватемалы, то россиянин стал бронзовым призёром европейского первенства. Спустя несколько месяцев Комиссаров стал чемпионом России в классе «Лазер» в Новороссийске. В августе 2015 года Комиссаров стал первым на традиционной международной регате Open Russia в классе «Финн». По итогам регаты «Кубок Принцессы Софии 2016» Комиссаров занял 20-е место в классе «Лазер», что позволило ему завоевать олимпийскую лицензию на Игры в Рио-де-Жанейро. На Олимпийских играх занял 15-е место из 46.
На Летних Олимпийских играх 2020 в Японии занял 11 место из 35.
Сергей Комиссаров 8 раз участвовал во взрослых чемпионатах мира, лучшим результатом является 4-е место, завоёванное в 2021 году.
Лауреат премии «Яхтсмен года 2018».
С сентября 2019 года тренируется под руководством хорватского тренера Йозо Якелича (Jozo Jakelić).
С 2015 года проживает в городе Сочи.
В конце декабря 2021 года признан «Яхтсменом России 2021».

## Образование
- В 2012 году окончил МФПУ «Синергия», факультет Менеджмент организации.